# Aishwarya Rai

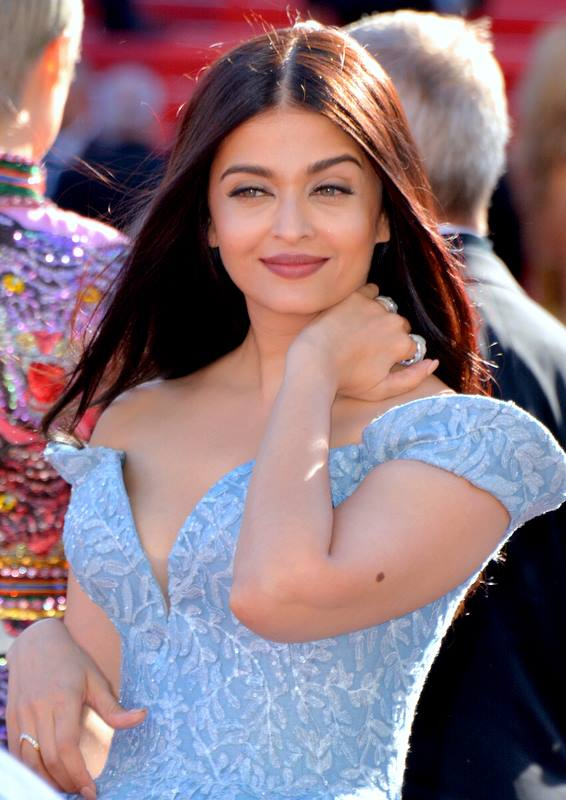
Aishwarya Rai auf den Internationalen Filmfestspielen 2017

Aishwarya Rai Bachchan oder Aishwarya Bachchan (geboren als Aishwarya Rai; Tulu: ಐಶ್ವರ್ಯಾ ರೈ Aussprache [ɛʃvərjɑː rɑːj]; * 1. November 1973 in Mangalore, Karnataka) ist ein indisches Model und Schauspielerin. Sie gewann die Miss-World-Wahl 1994.

## Leben
Aishwarya Rai wurde in Mangalore als Tochter von Krishnaraj Rai, einem Meeresbiologen, und Vrinda Rai, einer Schriftstellerin, geboren. Sie hat einen älteren Bruder, Aditya Rai, Ingenieur in der Handelsmarine und Koproduzent ihres Filmes Nur dein Herz kennt die Wahrheit (2003).
Nach ihrer Geburt zogen ihre Eltern nach Mumbai. Dort besuchte sie zunächst die Arya Vidya Mandir High School in Santa Cruz, danach ein Jahr lang die Jai Hind Universität in Churchgate, anschließend die Ruparel Universität in Matunga mit dem Studienziel Architektin.
Während ihres Studiums begann sie, nebenher als Model zu arbeiten. 1994 nahm sie am Wettbewerb zur Miss Indien teil und wurde Zweite hinter Sushmita Sen. Danach nahm sie am Wettbewerb zur Miss World teil und gewann diesen Titel sowie den Titel der Miss Photogenic. Darauf unterbrach sie ihr Studium und verbrachte das folgende Jahr als amtierende Miss World in London. Nun fing sie an, professionell zu modeln. Bald darauf erfolgte der Einstieg in die Schauspielerei.
Sie spricht mehrere Sprachen: Tulu, Hindi, Englisch, Tamil und Marathi.
Aishwarya Rai hatte zwischen 1999 und 2002 eine Beziehung mit dem Schauspieler Salman Khan.
Seit dem 20. April 2007 ist Aishwarya Rai mit Abhishek Bachchan verheiratet, der auch mehrfach ihr Filmpartner war. Am 16. November 2011 wurden sie Eltern einer Tochter.

### Karriere als Model
Aishwarya wurde für viele indische Modemagazine abgelichtet, unter anderem für die indische Vogue. Außerdem machte sie international Werbung für Marken wie L’Oréal Paris, De Beers Diamanten, Coca-Cola sowie Longines Uhren.

### Karriere als Schauspielerin
Durch das Interesse der Öffentlichkeit aufgrund ihres Miss-World-Titels wurde sie Schauspielerin. Ihr Debüt war Mani Ratnams tamilischer Film Iruvar (1997), der ein Erfolg unter Kritikern war. Dennoch wurden ihre frühen Filme von der Presse verrissen. Ihr schauspielerisches Talent wurde als unecht und hölzern bezeichnet. Ihr Debüt in Bollywood hatte sie mit Aur Pyaar Ho Gaya (1997), der sehr erfolgreich war. Weitere Blockbuster sind unter anderem Taal (1999) und Devdas – Flamme unserer Liebe (2002).
Neben ihren Filmen in Hindi spielte Rai auch weiterhin in tamilischen Filmen mit, wie zum Beispiel in Jeans (1998) oder in Kandukondain Kandukondain (2000). Vor allem durch Jeans wurde sie in ganz Indien bekannt. Für die bengalische Filmindustrie spielte sie 2003 unter der Regie von Rituparno Ghosh in Sandkörnchen im Auge. Ab Mitte der 2000er Jahre etablierte sich Rai auch als internationaler Star in westlichen Filmproduktionen, so sah man sie z. B. 2007 im Historienfilm Die letzte Legion (The Last Legion) an der Seite von Colin Firth oder auch 2009 in Komödie Der rosarote Panther 2 (The Pink Panther 2) neben Steve Martin.
Weitere Erfolge erlangte sie in Indien durch ihre Beteiligungen an den Kinohits Dhoom 2 – Back in Action (2006), Guru (2007) und Jodhaa Akbar (2008), die ihr auch zahlreiche Nominierungen und Filmpreise einbrachten. Im Filmjahr 2010 musste Aishwarya Rai kommerzielle Misserfolge verbuchen, so floppte einerseits das Drama Guzaarish – Die Magie des Lebens mit Hrithik Roshan in der Hauptrolle, andererseits die Hindi-Sprachversion des Thrillers Raavan neben ihrem Ehemann Abhishek Bachchan. Die tamilische Version Raavanan dagegen, in der sie an der Seite von Vikram spielte, zog im Süden Indiens viele Kinobesucher an. Des Weiteren war sie im tamilischen Science-Fiction-Blockbuster Enthiran neben Rajinikanth zu sehen, dessen Einspielergebnisse damals einen neuen Rekord als erfolgreichster indischer Film aufstellten.
Im Jahr 2003 wurde Rai zu einem Jury-Mitglied bei den Filmfestspielen von Cannes auserkoren, was sie auf einen Schlag auch im Westen bekannt gemacht hatte. Im Jahr 2004 wurde sie vom Time Magazine als eine der „100 einflussreichsten Leute der Welt“ gewählt. Die amerikanische Nachrichtensendung 60 Minutes widmete ihr eine Folge und bezeichnete sie als die „Schönste Frau der Welt“. Einen Monat später besuchte sie den amerikanischen Talkmaster David Letterman als erste Inderin in seiner Sendung. Eine Wachsfigur von ihr steht in Londons Madame Tussauds Wachsmuseum.
2017 wurde sie in die Academy of Motion Picture Arts and Sciences aufgenommen, die jährlich die Oscars vergibt.

## Filmografie (Auswahl)
- 1997: Iruvar
- 1997: … Aur Pyar Ho Gaya
- 1998: Jeans
- 1999: Aa Ab Laut Chalen
- 1999: Ich gab Dir mein Herz, Geliebter (Hum Dil De Chuke Sanam)
- 1999: Taal
- 1999: Ravoyi Chandamama (Gastauftritt)
- 2000: Sanam Tere Hain Hum (Gastauftritt)
- 2000: Mela
- 2000: Kandukondain Kandukondain
- 2000: Josh – Mein Herz gehört dir (Josh)
- 2000: Der Retter meines Herzens (Hamara Dil Aapke Paas Hai)
- 2000: Dhaai Akshar Prem Ke
- 2000: Denn meine Liebe ist unsterblich (Mohabbatein)
- 2001: Albela
- 2002: Devdas – Flamme unserer Liebe (Devdas)
- 2002: Ich gehöre dir, meine Liebe (Hum Tumhare Hain Sanam) (Kurzauftritt)
- 2002: Hum Kisise Kum Nahin – Der Chaosdoktor (Hum Kisise Kum Nahin)
- 2002: 23rd March 1931: Shaheed (Gastauftritt)
- 2002: Shakti – The Power (Tanzauftritt im Lied Ishq Kamina)
- 2003: Nur dein Herz kennt die Wahrheit (Dil Ka Rishta)
- 2003: Erzähl mir nichts von Liebe (Kuch Naa Kaho)
- 2003: Sandkörnchen im Auge (Chokher Bali)
- 2004: Khakee – Das tödliche Gesetz Indiens (Khakee)
- 2004: Und unsere Träume werden wahr (Kyun! Ho Gaya Na …)
- 2004: Liebe lieber indisch (Bride and Prejudice)
- 2004: Raincoat
- 2005: Shabd – Spiel mit der Liebe (Shabd)
- 2005: Bunty und Babli (Bunty Aur Babli; Tanzauftritt im Lied Kajra Re)
- 2005: Die Hüterin der Gewürze (The Mistress of Spices)
- 2006: Provoked: A True Story
- 2006: Umrao Jaan
- 2006: Dhoom 2 – Back in Action (Dhoom 2)
- 2007: Journey Across India
- 2007: Die letzte Legion (The Last Legion)
- 2007: Guru
- 2008: Jodhaa Akbar
- 2008: Sarkar Raj
- 2009: Der rosarote Panther 2 (The Pink Panther 2)
- 2010: Action Replayy
- 2010: Raavanan
- 2010: Enthiran
- 2010: Guzaarish – Die Magie des Lebens (Guzaarish)
- 2015: Jazbaa
- 2016: Sarbjit
- 2016: Die Liebe ist eine schwierige Herzensangelegenheit (Ae Dil Hai Mushkil)
- 2018: Fanney Khan